# Arthur Darvill
Thomas Arthur Darvill (Birmingham, 17 giugno 1982) è un attore britannico, conosciuto soprattutto per il ruolo di Rory Williams come compagno d'avventura dell'undicesimo Dottore, interpretato da Matt Smith, nella serie televisiva Doctor Who e per il ruolo di Rip Hunter nella serie televisiva DC's Legends Of Tomorrow.

## Filmografia

### Cinema
- Intangible (2008) - cortometraggio
- Pelican Blood, regia di Karl Golden (2009)
- Sex & Drugs & Rock & Roll , regia di Mat Whitecross (2009)
- Robin Hood, regia di Ridley Scott (2010)
- Crazy for You (2013) - cortometraggio
- Penguin (2014) - cortometraggio
- Captcha (2014) - cortometraggio
- In Wonderland (2018) - cortometraggio
- Bertie (2018) - cortometraggio
- Shut Up and Dig (2018) - cortometraggio
- People You May Know (2021) - cortometraggio

### Televisione
- Sooty - serie TV, 1 episodio (2001)
- He Kills Coppers - Film TV (2008)
- Little Dorrit - miniserie TV, 7 episodi (2008)
- Doctor Who - serie TV, 27 episodi (2010-2012) - Rory Williams
- Pond Life - miniserie TV, 5 episodi (2012)
- The Paradise - serie TV, 1 episodio (2012)
- Broadchurch - serie TV, 23 episodi (2013-2017)
- The White Queen - miniserie TV, 2 episodi (2013) - Henry Stafford, II duca di Buckingham
- Danny and the Human Zoo - Film TV (2015)
- Legends of Tomorrow - serie TV, 18 episodi (2016-2018, 2021) - Rip Hunter
- Sticky - serie TV, 1 episodio (2019)
- World on Fire - serie TV, 3 episodi (2019)
- Unprecedented - serie TV, 1 episodi (2020)
- Le indagini di Roy Grace (Grace) - serie TV, episodio 2x01 (2022)
- The Sandman - serie tv, 1 episodio (2022)
- Three Little Birds - serie tv, 5 episodi (2023)

## Teatro (parziale)
- La tragica storia del Dottor Faust di Christopher Marlowe. Shakespeare's Globe di Londra (2011)
- Once, libretto di Enda Walsh, colonna sonora di Glen Hansard e Markéta Irglová. Phoenix Theatre di Londra (2013), Bernard B. Jacobs Theatre di Broadway (2014)
- Sweet Charity, libretto di Neil Simon, colonna sonora di Cy Coleman. Donmar Warehouse di Londra (2019)
- The Antipodes di Annie Baker. National Theatre di Londra (2019)
- Oklahoma!, libretto di Oscar Hammerstein II, colonna sonora di Richard Rodgers. Young Vic di Londra (2022)

## Riconoscimenti
- Premio Laurence Olivier
  - 2023 - Miglior attore in un musical per Oklahoma!

## Doppiatori italiani
Nelle versioni in italiano dei suoi film, Arthur Darvill è stato doppiato da:
- David Chevalier: Doctor Who, The Sandman
- Emiliano Coltorti: Legends of Tomorrow
- Gianfranco Miranda: Broadchurch